# 吴庆洲
吴庆洲（1935年11月—），男，台湾台南人，中国工程师，曾任第八、九、十届全国政协委员。